# Frédéric II de Montefeltro
Frédéric II de Montefeltro  (Federico Paolo Novello da Montefeltro), (Urbino, ... – 1370) est un militaire et condottiere italien, comte d'Urbino de 1364 à sa mort qui fut actif au XIVe siècle. 

## Biographie
Frédéric qui est le fils de Nolfo da Montefeltro et le père de Antoine IIe da Montefeltro.
Il épousa Teodora Gonzaga, fille de Ugolino Gonzaga (des seigneurs de Mantoue).